# Чучалов, Александр Михайлович
Александр Михайлович Чучалов (31 августа [13 сентября] 1910, Ундол, Владимирская губерния — 30 октября 1980, Москва) — советский хозяйственный, государственный и политический деятель, Герой Социалистического Труда.

## Биография
Родился 31 августа 1910 года в селе Ундоле (ныне часть города Лакинска). Член КПСС.
С 1930 года — на хозяйственной, общественной и политической работе. В 1930—1975 гг. — механик на спичечной фабрике, старший инженер Народного комиссариата зерновых и животноводческих совхозов СССР, главный механик комбината «Красный луч», парторг ЦК ВКП(б) на пиротехническом заводе № 253, первый секретарь Александровского городского комитета ВКП(б), парторг ЦК ВКП(б) на Инструментальном заводе № 2 имени К. О. Киркижа, директор завода № 304, главный инженер, директор Кунцевского механического завода Министерства радиопромышленности СССР.
Указом Президиума Верховного Совета СССР от 29 июля 1966 года присвоено звание Героя Социалистического Труда с вручением ордена Ленина и золотой медали «Серп и Молот».
Умер 30 октября 1980 года в Москве.